# Museu Histórico Francisco Honório de Campos
O Museu Histórico Francisco Honório de Campos (Museu Histórico de Jataí - MHJ), fundado em 1994, tem se encarregado de forjar identidades, memórias e histórias sobre o passado jataiense.  O Museu Histórico conta com acervos arqueológicos e Instituição de Guarda e Pesquisa  .

## Acervo: Processo de Ocupação Humana do Sudoeste Goiano
O Museu Histórico de Jataí Francisco Honório de Campos possuí em seu acervo artefatos indígenas provenientes de doações. Alguns dos artefatos foram doados por moradores da região, outros doados pela etnia Xavante, que, no ano de 2001, realizou uma atividade educativa no MHJ. Os artefatos fazem parte da exposição "Processo de Ocupação Humana do Sudoeste Goiano",  que mostrou através de seu contexto, a diversidade de etnias indígenas existentes antes da chegada dos colonizadores na região.